# 松田龍平
松田 龍平（まつだ りゅうへい、1983年5月9日 - ）は、日本の俳優。東京都出身。オフィス作所属。俳優松田優作と女優松田美由紀の長男。俳優の松田翔太は弟、松田ゆう姫（ユウキ。エレクトロニックユニット「Young Juvenile Youth」のボーカル） は妹、女優の熊谷真実は伯母にあたる。

## 略歴
両親は龍平が生まれてから結婚し、6歳で父・優作を亡くす。小学生からサッカーを始める。中学生時代に横河電機ジュニアユースに所属。短期間ではあるがイタリア・セリエAのジュニアチーム にゴールキーパーとして参加。松田の学生時代はJリーグ全盛期ということもあり、将来はサッカー選手を目指していた。中学3年生の時、映画『御法度』の主役を捜していた大島渚の目にとまり、出演を直接要請される。「自分に出来るわけがない」という想いと高校受験を理由に一度は断るも、受験が終わった後なら出来るか？と聞かれ断る理由が無くなってしまう。最終的には自分で考え俳優の道に進むこととなる。デビュー作ではまだ中学3年生であったが、間接的とはいえ男性同士の絡みのシーンがあるものだった。1999年、同作品でデビュー。同作により日本アカデミー賞、キネマ旬報、毎日映画コンクール、ブルーリボン賞をはじめ、その年度の新人賞を総嘗めにした。当時はその後も俳優を続けるという意思は無かったが、この作品で邦画への興味を抱き、それまで洋画ばかり観ていたため何を観て良いのか分からず、この作品で出会い尊敬した浅野忠信の作品を見始め、以前から好きだった『新世紀エヴァンゲリオン』の庵野秀明監督作品、浅野出演の映画『ラブ&ポップ』に大きく影響を受ける。2002年1月、舞プロモーションから母が代表を務めるオフィス作へ移籍。同年、『青い春』（豊田利晃監督）に主演。本作は当時10代の殺人事件が社会問題になっていた時期であり、事務所側としては反対していたものの、脚本が面白く絶対にやりたいと思い「俺はやります」と言い続け、本作が松田自身が初めて自分で選択した仕事となった。この映画への出演を決めたと同時に、当時行く理由を見失っていた高校を中退。堀越高等学校に通学していたため、同じ芸能界を目指す同級生と居ることは刺激的だったと語るも、それなら学校の外で会えば良いと感じたと語っている。同級生には松本潤、中村七之助、水川あさみなどがいる。この作品で出会った豊田監督とはその後も『ナイン・ソウルズ』『I'M FLASH!』でタッグを組むこととなる。また新井浩文や瑛太との出会いも大きかったと語る。
2004年、『夜叉ヶ池』（三池崇史初演出）で舞台初出演。また映画『恋の門』（大人計画の松尾スズキ映画初監督作品）ではラブコメディに初挑戦。2007年、ドラマ『ハゲタカ』（NHK）で連続ドラマ初出演。当初出演予定であった中村獅童の降板により急遽代役で出演し評価を受ける。2008年、ドラマ『あしたの、喜多善男〜世界一不運な男の、奇跡の11日間〜』で民放ドラマ初出演。これまで民放の連続ドラマに出演していなかった経緯については、タイミングだと語っている。『天地人』で大河ドラマ初出演を果たす。脚本が出来ていないので出演は決断だったという。実際に撮影も想像以上にきつかったが、座組との関わり方であったり、自分として他にもっとやり方があったと語り、勉強になったという。2011年、『御法度』から縁があったプロデューサー孫家邦に声をかけられ、映画『まほろ駅前多田便利軒』に出演。「『多田』と『行天』どっちやりたい？」と相談され、「どっちでも良い」と答えるも「たぶん行天だろうな」と思っていた。「行天」はハマリ役と言われ その後も連続ドラマ、続編映画とシリーズ化もされることになる。同時期に話が来た映画『探偵はBARにいる』シリーズを引き受ける際は、『まほろ…』と同じバディもの、さらに「行天」にも通じる「高田」という自由人を演じるにあたって悩んだが、撮影している間に全く違う人物だということに気付くことができた。2013年、映画『舟を編む』では「特に責任を感じて取り組みたかった。」と言い、同年齢の石井裕也監督と初めてぶつかった作品とし「1人じゃ戦えないことを痛感した」ことや周囲と話さなくてはいけない気持ちを持って現場に向かうようになったことを語った。本作は多くの作品賞を受賞し、松田自身も国内主演男優賞を総なめにした。
ドラマ『あまちゃん』（NHK）で連続テレビ小説に初出演し、能年玲奈演じるヒロインのマネージャー・水口琢磨役として人気を博した。出演に関しては宮藤官九郎の舞台『メカロックオペラ R2C2』での縁や、ドラマ『ハゲタカ』のプロデューサー訓覇圭、演出の井上剛が関わっていることがきっかけだという。

## 家族
2009年1月11日、モデルの太田莉菜と結婚。同年7月4日に第1子となる女児が誕生。2017年12月28日に離婚を発表した。親権は公表していない。
2021年10月20日、モデルのモーガン茉愛羅と再婚。モーガンが妊娠中で翌春に出産予定であることもあわせて明らかにした。2022年3月12日、自身にとって第2子となる男児が誕生した。

### 父、松田優作について
6歳で父親を亡くし、記憶は薄いものの父親の話していたことは全て覚えていると語っている。父親は厳しいなんてものじゃなく、自転車ごと投げられたこともあると語る。幼少期から「あれって（松田優作の）息子だよ」と言われ続けたことは特別な環境だったと振り返り、息子であることを隠したい気持ちがあったと語っているが、芸能一家だということは特に意識したことが無かったという。
役者をしていて出会いと縁があると運命を感じたとき、自分一人の力じゃないという力を感じることがあり、それは父親が仕事をしたかった人と自分を会わせて、自分にさせている気持ちになるといい「実際、全部オヤジが仕組んだことかと思うくらい、いろんなことが合致する瞬間がある」と語る。どうしても父親にはなれないこと、なれないのに背伸びする辛さを感じていた時期もあり、13回忌の時に父親に縁があった人たちの前で挨拶することを機に、それまで父親の事が分からなすぎて辛かったが、改めて父親のことを考えたことと、弟の松田翔太もそれを感じていた時期があること、『SOUL RED 松田優作』の時には弟が感情的になって撮影が別の日になってしまったことも明かしている。
映画『ナイン・ソウルズ』で共演した原田芳雄は芸能界に入る前から付き合いがあったがよく知らなかったといい、撮影していく中で松田優作が尊敬していた人物ということもあり、原田をフィルターにして父親の背中を見ていたという。父親のことを愛してくれた人は、どこか特別な思いで見てくれているところにすごく助けられており、自分の知らない父親の話を愛情ある目で話してくれることについては「自分にとって幸せでしかない」とも語る。
NTT docomo dビデオ（2013年2月）のCMではロバート・デニーロと共演。ハリウッドにて優作が亡くなる直前に共演が決まっていたが叶わず、その経緯があったため息子龍平との共演が実現した。
映画『舟を編む』は、プロデューサーが映画『家族ゲーム』の森田芳光監督と父親のぶつかり合いと同じものを求めて企画されたものであり、松田は本作で第38回報知映画賞、主演男優賞を受賞。1983年に同賞を受賞した父親と、史上初の父子での受賞となった。

## 人物
- 役者になるという選択はデビュー前には考えたこともなかったというが、学校のアンケートで『芸能人になりそうな人は誰？』では1位だった[7]。
- 『御法度』で共演した浅野忠信に大きく影響を受けたと語っており、デビュー当時からインタビューなどで話していたため、事務所へファンからよく浅野のブロマイドが送られてきていた。また同作でアイドル的人気を獲得し、バレンタインにはダンボールに何箱もチョコレートが届いていた[7]。
- 大島渚が死去した直後、遺作となった『御法度』の主演としてコメントを求められていたが、「憔悴しきっており、コメントできる状態ではない」との事務所説明がなされた[21]。その後、葬儀に出席した松田は藤竜也の弔電を読み上げ棺を運んだ。間に行われた『あまちゃん』の新キャスト発表会見で感謝の言葉を述べている[22]。
- 『17才』に1シーンだけ出演している理由について、当時はまだ芸能界の常識も知らなかったため『死びとの恋わずらい』で知り合った三輪明日美や猪俣ユキが監督の木下ほうかと繋がりがあったため、事務所に無断で出演しかなり怒られた。だが、今思えば改名前の菊地凛子などが出演し面白いキャスティングになっていると語っている[7]。
- ドラマ『あまちゃん』で共演した能年玲奈には「おもしろい方」と言われ、撮影中に『ゾンビの行進』のモノマネをいきなりしたことや、今後の能年についてお色気路線を薦めたこと、作中で『GMT』を演じた若手女優たちと「しゃべり場」をしていたことなどを暴露された[23]。またあらいぐまラスカルのラスカルに似ていると言われ、能年のブログには『ラスカルさん』と書かれている[24][25]。本人はその言葉にピンときていなかったというが、後に「ラスカル」を「オスカル」と聞き間違えていたからだということがピエール瀧に明かされた[26]。また ピエール瀧について「あまちゃん」クランクアップの日まで電撃ネットワークの人だと勘違いしていたことも暴露されている[26]。
- 撮影中、演技について能年が分からないことがあるとよく松田が相談を受けていた[27]。また松岡茉優は「GMT」との距離感について実際に「水口とGMTの関係」を普段から作ってくれていたと語っている[28]。
- 宮藤官九郎はあまちゃん執筆中のインタビューで「世の中をなめた風情」の役をやっている時が素晴らしいからこそ、今後は虐げられたり、大きな声で叫ばなくてはならなかったりする状況の彼が見てみたいといい、『我々クリエイターの発想力がどこまで松田龍平を壊せるか、まさに試される存在』と語っている[7]。
- テストと本番で演技が違うことが多々あり多くの役者から指摘されている。大泉洋はそのことについて認めているものの、「テストで面白いことをやったのに、本番では飽きてやらないってことがしばしばあるのであれはやめてほしいね」と語っている[7]。また『まほろ駅前多田便利軒』の「行天」『探偵はBARにいる』の「高田」については、役柄や役者同士のやりとりを考え台本を覚えずに行くこともあると、周りや松田本人も語っている[29]。しかし、「あまちゃん」の現場で同じように台詞を覚えずに行ったところ、監督がカットを割らず1シーン10分長回しなどがあり、地獄をみた[30]。
- 自分が出演した作品はほとんど見返さなかったり、自分の台詞だけ覚えて現場にはいることもあるため[7] 舞台挨拶にて作品について思い出せなかったり、映画が出来上がった時にやっと作品の内容を知る場合がある[31]。
- 「あまちゃん」撮影中、衣装のスーツのまま近くのコンビニに買い物に行き、誰にも気づかれず、一仕事終えた空気を出しながらサラリーマンの群れに紛れられたのがすごく嬉しかったと語っている[30]。

## 出演
役名の太字は主演作品。

### 映画
- 御法度（1999年12月18日、松竹） - 主演・加納惣三郎 役
- 死びとの恋わずらい（2001年3月24日、アートポート / アースライズ） - 主演・柴山龍介 役
- 走れ!イチロー（2001年4月28日、東映） - 望月竜介 役
- 青い春（2002年6月29日、ゼアリズエンタープライズ） - 主演・九條 役
- 恋愛寫眞 Collage of our Life（2003年6月14日、松竹） - 主演・瀬川誠人 役
- 17才（2003年6月21日、スローラーナー） - 本を持った少年 役　※特別出演
- ナイン・ソウルズ（2003年7月19日、東北新社 / リトルモア） - 主演・金子未散 役
- 八月のかりゆし（2003年8月2日、ギャガ・コミュニケーションズ） - 主演・テル 役
- 昭和歌謡大全集（2003年11月8日、シネカノン） - 主演・イシハラ 役
- キューティーハニー（2004年5月29日、ワーナー・ブラザース映画） - NSAクライアント 役　※友情出演
- IZO（2004年8月21日、チームオクヤマ） - 殿下 / 位相の絶対者 役
- 恋の門（2004年10月9日、アスミック・エース） - 主演・蒼木門 役
- NANA（2005年9月3日、東宝） - 本城蓮 役
- 乱歩地獄 「芋虫」（2005年11月5日、アルバトロス・フィルム） - 主演・平井太郎 役
- ギミー・ヘブン（2006年1月14日、アートポート / ユーロスペース） - ピカソ / 帆村薫 役
- 46億年の恋（2006年8月26日、エスピーオー） - 主演・有吉淳 役
- 悪夢探偵（2007年1月13日、ムービーアイ） - 主演・影沼京一 役
  - 悪夢探偵2（2008年12月20日）
- 長州ファイブ（2007年2月10日、リベロ） - 主演・山尾庸三 役
- 世界はときどき美しい（2007年3月31日、ユナイテッド・エンタテインメント） - 主演・柊一 役
- The焼肉ムービー プルコギ（2007年5月5日、ファントム・フィルム） - 主演・タツジ 役
- アヒルと鴨のコインロッカー（2007年6月23日、ザナドゥー） - 謎の男 役　※特別出演
- 恋するマドリ（2007年8月18日、シネカノン / オフィス・シロウズ） - 大野隆 役
- 伝染歌（2007年8月25日、松竹） - 主演・長瀬陸 役
- 誰も守ってくれない（2009年1月24日、東宝） - 三島省吾 役
- ハゲタカ（2009年6月6日、東宝） - 西野治 役
- 劒岳 点の記（2009年6月20日、東映） - 生田信 役
  - 劔岳 撮影の記 -標高3000メートル、激闘の873日-（2009年11月14日）
- 蟹工船（2009年7月4日、IMJエンタテインメント） - 主演・新庄（漁夫）役
- SOUL RED 松田優作（2009年11月6日、ファントム・フィルム） - インタビュー出演
- ボーイズ・オン・ザ・ラン（2010年1月30日、ファントム・フィルム） - 青山貴博 役
- まほろ駅前多田便利軒（2011年4月23日、アスミック・エース） - 主演・行天春彦 役[注 1]
  - まほろ駅前狂騒曲（2014年10月18日、東京テアトル / リトルモア）[32]
- 探偵はBARにいるシリーズ（東映） - 高田 役[33][34]
  - 探偵はBARにいる（2011年9月10日）
  - 探偵はBARにいる2 ススキノ大交差点（2013年5月11日）
  - 探偵はBARにいる3（2017年12月1日公開）
- I'M FLASH!（2012年9月1日、ファントム・フィルム） - 新野風 役
- 北のカナリアたち（2012年11月3日、東映） - 松田勇 役
- 舟を編む（2013年4月13日、松竹 / アスミック・エース） - 主演・馬締光也 役
- 麦子さんと（2013年12月21日、ファントム・フィルム） - 小岩憲男 役[35]
- ザ・レイド GOKUDO The Raid 2: Berandal （2014年11月22日、XYZフィルムズ/ソニー・ピクチャーズ クラシックス/ステージ6フィルムズ/KADOKAWA） - ケンイチ 役[36]
- ジヌよさらば〜かむろば村へ〜（2015年4月4日、キノフィルムズ） - 主演・高見武晴 役[37][38]
- モヒカン故郷に帰る（2016年4月9日、東京テアトル） - 主演・田村永吉 役[39]
- 殿、利息でござる!（2016年5月14日、松竹） - 萱場杢 役
- ぼくのおじさん（2016年11月3日、東映） - 主演・“おじさん” 役[40]
- 映画 夜空はいつでも最高密度の青色だ（2017年5月27日、東京テアトル、リトル・モア） - 智之 役[41]
- 散歩する侵略者（2017年9月9日公開、松竹・日活） - 加瀬真治 役[42]
- 羊の木（2018年2月3日、アスミック・エース） - 宮腰一郎 役[43]
- 犬ヶ島（2018年3月23日米公開 5月25日日本公開、フォックス・サーチライト・ピクチャーズ） -  Junior Scientist4 / Bartender 役（声の出演）
- 泣き虫しょったんの奇跡（2018年9月7日公開、東京テアトル） - 主演・瀬川晶司 役[44]
- 短編映画 狼煙が呼ぶ（2019年9月20日公開）
- 影裏（2020年2月14日公開、ソニー・ミュージックエンタテインメント） - 日浅典博 役 [45]
- 破壊の日（2020年7月24日公開） - 新野風 役
- ゾッキ（2021年4月2日公開） - 藤村 役
- わたくしどもは。（2024年5月31日公開） - 主演・警備員 役（小松菜奈とのダブル主演）[46][47]
- 片思い世界（2025年4月4日、東京テアトル・リトルモア） - 津永悠木 役（声）[48]
- 次元を超える TRANSCENDING DIMENSIONS（2025年10月17日公開予定、スターサンズ） - 主演・新野風 役（窪塚洋介とダブル主演）[49][50]
- 災 劇場版（2026年公開予定、ビターズ・エンド） - 倉本慎一郎 役[51]

### テレビドラマ
- 三億円事件〜20世紀最後の謎〜（2000年12月30日、フジテレビ） - 佐藤六郎 / ロク 役
- ハゲタカ（2007年2月17日 - 3月24日、NHK総合） - 西野治 役[注 2]
- あしたの、喜多善男〜世界一不運な男の、奇跡の11日間〜（2008年1月8日 - 3月18日、関西テレビ） - 矢代平太 役[注 3]
- 誰も守れない（2009年1月24日、フジテレビ） - 三島省吾 役
- 大河ドラマ（NHK総合）
  - 天地人 （2009年） - 伊達政宗 役
  - いだてん〜東京オリムピック噺〜 （2019年） - 丹下健三 役
- 同期（2011年2月20日、WOWOW） - 宇田川亮太 役[注 4]
- まほろ駅前番外地（2013年1月11日 - 3月29日、テレビ東京） - 行天春彦 役[注 1]
- 連続テレビ小説 あまちゃん 第7週 - 最終週（2013年5月17日 - 9月28日、NHK総合） - 水口琢磨 役
- トットてれび 最終話（2016年6月18日、NHK総合） - プロデューサー 役
- 営業部長 吉良奈津子（2016年7月21日 - 9月22日、フジテレビ） - 高木啓介 役[52]
- カルテット（2017年1月17日 - 3月21日、TBS） - 別府司 役[53]
- 眩〜北斎の娘〜（2017年9月18日、NHK総合） - 善次郎 役[54]
- スモーキング（2018年4月20日 - 7月6日、テレビ東京） - 榊原正幸 役
- 獣になれない私たち（2018年10月10日 - 12月12日、日本テレビ） - 根元恒星 役[55][注 5]
- 歪んだ波紋（2019年11月3日 - 12月22日、NHK BSP） - 沢村政彦 役[56]
- ストレンジャー〜上海の芥川龍之介〜A Stranger in Shanghai（2019年12月30日、NHK BS8K・BS4K・総合[注 6]） - 芥川龍之介 役[57]
- 大豆田とわ子と三人の元夫（2021年4月13日 - 6月15日、関西テレビ・フジテレビ） - 田中八作 役[58]
- 連続ドラマW（WOWOW） 
  - 鵜頭川村事件（2022年8月28日 - 10月2日） - 岩森明  役[59]
  - 0.5の男（2023年5月28日 - 6月25日） - 立花雅治 役[60]
  - 災（2025年4月6日 - ） - 倉本慎一郎 役[61]
- いちげき（2023年1月3日、NHK総合・BS4K） - 島田幸之介 役[62][63]
- 東京サラダボウル（2025年1月7日 - 3月4日、NHK総合・BSP4K） - 有木野了 役（奈緒とのダブル主演）[64]
- シミュレーション 〜昭和16年夏の敗戦〜（2025年8月16日・17日、NHK総合） - 昭和天皇 役[65]
- 舟を編む～私、辞書つくります～（2024年NHK-BS・NHK-BSプレミアム4K。　・BS版の短縮版、NHK総合【ドラマ10】https://www.nhk.jp/p/funewoamu/ts/GZ8RQ7PNJ1/2025年6月17日（火）~　＜全10話＞　毎週火曜　夜10:00～10:45）第8話　山目満治　役（デジタル版　開発会社　㈱サイバーブレスの開発部チーフエンジニア）

### ドキュメンタリー
- キヤノンスペシャル「古代文明ミステリー幻のアンデス黄金帝国 インカに眠る12の謎!!」（2007年9月24日、BS-i）
- 知られざる国語辞書の世界（2012年3月23日、BSジャパン）
- NHKスペシャル「大アマゾン最後の秘境」（2016年、NHK総合） - ナレーション
  - 第1集「伝説の怪魚と謎の大遡上」（2016年4月10日）
  - 第2集「ガリンペイロ 黄金を求める男たち」（2016年5月8日）
  - 第3集「緑の魔境に幻のサルを追う」（2016年6月12日）
  - 第4集「原初の人々 イゾラド」（2016年7月）

### 舞台
- 夜叉ヶ池（2004年10月28日、PARCO劇場） - 山沢学円 役
- 大パルコ人 メカロックオペラ R2C2 ～サイボーグなのでバンド辞めます！～（2009年4月27日 - 5月31日、東京PARCO劇場 / 6月4日 - 14日、大阪シアターBRAVA！） - R2C2 役
- 冒した者（2013年9月5日 - 10月12日、東京 / 地方） - 須永 役[66]
- イーハトーボの劇列車（2019年2月） - 宮沢賢治 役
- 近松心中物語 （2021年9月4日 - 20日、KAAT神奈川芸術劇場） - 傘屋与兵衛 役

### ラジオドラマ
- 世界の中心で、愛をさけぶ（2004年5月4日、TOKYO FM） - 松本朔太郎 役[67]

### CM
- CAPCOM 鬼武者2（2002年2月 - ）
- ジャックスカード（2003年10月 - ）
- TOYOTA ist（2003年10月 - ）
- Ubisoft REDSTEEL（2006年11月 - ）
- サッポロビール サッポロ 凄味〈生〉（2007年5月 - ）
- UNIQLO ヒートテックインナー（2007年10月 - ）
- JT Roots AROMA BLACK（2010年4月 - ）
- ラボーテ・ジャポン Rigaos（2011年8月 - ）
- ソニー・コンピュータエンタテインメント PlayStation Vita（2011年12月 - ）
- NTT docomo dビデオ（2013年2月 - ）[68]
- カゴメ 植物系乳酸菌ラブレ 
  - Light（2013年9月 - ）
  - Lightコラーゲン（2014年5月 - ）[69]
- モルソン・クアーズ・ジャパン ZIMA（2014年4月 - ）[70]
- ACジャパン エイズ予防財団（2014年7月 - ）
- JR東日本 Suica×Apple Pay（2017年3月 - ）
- ダイドードリンコ ダイドーブレンドコーヒーシリーズ（2017年9月 - ） - 深町純平 役[71]
- UQ mobile「UQUEEN」（2021年9月 - ）[72][73]
- 大正製薬 ブラックウルフ（2021年10月 - ）
- セゾン自動車火災保険 おとなの自動車保険（2023年4月 - ）[74]
- 日本マクドナルド「マックカフェ　プレミアムローストコーヒー」（2024年2月 - ）
- OWNDAYS「いい顔になろう。」シリーズ（2024年11月 - ）[75]
- サントリー 碧〜Ao〜「世界のどこかで。」篇（2025年3月 - ） ※石橋静河と共演[76]

### 配信ドラマ
- ケンシロウによろしく（2023年9月22日 - 、DMM TV） - 主演・沼倉孝一 役[77]
- 阿修羅のごとく（2025年1月9日、Netflix） - 勝又静雄 役[78][79]

### その他
- PES 1stソロアルバム『素敵なこと』（12曲目「OK! MEXICO」に歌唱参加[80]）
- シンフォニー（2013年1月9日、10日、東京WWW 「TWIN TAIL」のライブにて上映。監督は豊田利晃、共演は渋川清彦）[81]
- Doughnuts Hole「おとなの掟」（2017年） - テレビドラマ『カルテット』主題歌。松田を含む主要キャスト4名による期間限定ユニットでの歌唱参加。
- STUTS & 松たか子 with 3exes『Presence』（2021年） - テレビドラマ『大豆田とわ子と三人の元夫』主題歌集。3exesの一員としてコーラスおよびラップで参加。

## 受賞歴
- 1999年 - 2000年3月
  - 第42回ブルーリボン賞 新人賞（『御法度』）
  - 第23回日本アカデミー賞 新人俳優賞（『御法度』）
  - 第9回日本映画批評家大賞 新人賞（『御法度』）
  - 第37回ゴールデン・アロー賞 映画新人賞（『御法度』）
- 2000年4月 - 2001年3月
  - 第74回キネマ旬報ベスト・テン 新人男優賞（『御法度』）
  - 第55回毎日映画コンクール スポニチグランプリ新人賞（『御法度』）[82]
  - 第22回ヨコハマ映画祭 最優秀新人賞（『御法度』）
- 2007年4月 - 2008年3月
  - 第22回高崎映画祭 最優秀助演男優賞（『アヒルと鴨のコインロッカー』）
- 2008年4月 - 2009年3月
  - 第56回ザテレビジョンドラマアカデミー賞 助演男優賞（『あしたの、喜多善男〜世界一不運な男の、奇跡の11日間〜』）[83]
- 2010年4月 - 2011年3月
  - 2010年エランドール賞 新人賞（『誰も守ってくれない』『ハゲタカ』他）[84]
- 2011年4月 - 2012年3月
  - 第35回日本アカデミー賞 優秀助演男優賞（『探偵はBARにいる』）
- 2013年4月 - 2014年3月
  - 第5回TAMA映画賞 最優秀男優賞（『舟を編む』『探偵はBARにいる2 ススキノ大交差点』『北のカナリアたち』）[85]
  - 2013 53rd ACC CM FESTIVAL 演技賞（『dビデオ「BAR篇」』）[86]
  - 第38回報知映画賞 主演男優賞（『舟を編む』）
  - 第26回日刊スポーツ映画大賞・石原裕次郎賞 主演男優賞（『舟を編む』）
  - 第87回キネマ旬報ベスト・テン 主演男優賞（『舟を編む』）[87]
  - 第37回日本アカデミー賞 最優秀主演男優賞（『舟を編む』）優秀助演男優賞（『探偵はBARにいる2 ススキノ大交差点』）[88]
  - 第68回毎日映画コンクール 男優主演賞（『舟を編む』）[89]
  - ムービープラス・アワード2013 映画スペシャリスト大賞 俳優賞 1位 映画ファン大賞 3位（『舟を編む』ほか）[90]
  - 第23回東京スポーツ映画大賞 主演男優賞（『舟を編む』）[91]
  - 第23回日本映画批評家大賞 主演男優賞（『舟を編む』）[92]
- 2019年12月
  - 第2回海南島国際映画祭　ベストアクター（最優秀男優賞）（『影裏』）[93]

## 書籍

### 出版
- 『アクターズ・ファイル 松田龍平』（キネマ旬報社）ISBN 978-4-87376-421-4